# 大阪市立豊崎本庄小学校
大阪市立豊崎本庄小学校（おおさかしりつ とよさきほんじょう しょうがっこう）は、大阪府大阪市北区にある公立小学校。
明治時代初期の1875年に、当時の西成郡本庄村・南浜村（いずれも町村制施行で豊崎村、のち豊崎町）両村の学校組合によって設置された学校を起源とする。

## 沿革
明治時代初期の学制発布により、地域には1874年、西成郡第三区第四番小学校が開設されたとする記録が残る。学校沿革誌の上では、1875年8月に西成郡本庄村・南浜村（いずれも町村制施行で豊崎村、のち豊崎町）両村の学校組合により、南浜村の源光寺に南浜小学校を設置したことを学校の始まりとしている。1877年には南浜村・妙楽寺に移転した。
1885年には南浜小学校と南長柄小学校（西成郡第三区第二番小学校）が合併し、豊崎小学校と称した。1886年には西成郡豊崎尋常小学校と称している。
学校敷地は、1887年に本庄村宮の端（現在の北区豊崎6丁目6番、豊崎神社付近）に移転したのち、1901年には豊崎村大字本庄字砂浜の現在地に新築移転している。また現在地への移転と同時に高等科を併設している。高等科は1920年に廃止している。
1907年には分教場を開設した。分教場は1911年、西成郡豊崎第二尋常小学校（現在の大阪市立豊仁小学校）として独立している。豊崎第二校の開校に伴い、西成郡豊崎第一尋常高等小学校へと改称した。また1915年には西成郡豊崎第三尋常小学校（現在の大阪市立豊崎小学校）を分離している。
豊崎町は1925年に大阪市に編入された（1925年東淀川区、1943年大淀区、1989年北区）。これに伴い大阪市豊崎第一尋常小学校と称した。1941年には国民学校令により、大阪市豊崎本庄国民学校と改称している。
太平洋戦争の戦時体制により、大阪市の国民学校では1944年以降学童疎開が実施されることが決定した。大淀区の学校では京都府北部が疎開先に割り当てられ、福知山市への集団疎開を実施している。
1945年の大阪大空襲では学校周辺に大きな被害を受けた。大正時代以降1945年まで豊崎地区には6校の国民学校があったが、戦災に伴う地域児童の減少により、1946年には豊崎本庄・豊崎東の2校に集約・合併されることになった。このため近隣の北豊崎・豊崎・豊崎西の3国民学校が休校し、豊崎本庄校に合併されている。
1947年には学制改革により、大阪市立豊崎本庄小学校となった。
戦災復興により、旧豊崎国民学校については1954年に分校として再開し、翌1955年には大阪市立豊崎小学校として再開している。一方で北豊崎・豊崎西の両国民学校については、再開することなくそのまま廃校となった。

### 年表
- 1875年8月 - 南浜小学校として創立。
- 1885年2月 - 南浜小学校と南長柄小学校が合併、豊崎小学校と改称。
- 1886年4月 - 西成郡豊崎尋常小学校と改称。
- 1901年 - 高等科を併設。西成郡豊崎尋常高等小学校と改称。
- 1907年 - 分教場を開設。
- 1911年4月 - 分教場が西成郡豊崎第二尋常小学校（現在の大阪市立豊仁小学校）として独立。これに伴い西成郡豊崎第一尋常高等小学校と改称。
- 1915年 - 西成郡豊崎第三尋常小学校（現在の大阪市立豊崎小学校）を分離。
- 1920年4月 - 高等科を廃止。西成郡豊崎第一尋常小学校と改称。
- 1925年4月1日 - 豊崎町が大阪市に編入されたことに伴い、大阪市豊崎第一尋常小学校と改称。
- 1934年9月21日 - 室戸台風の暴風雨により木造校舎が倒壊[1]。
- 1941年4月1日 - 国民学校令により、大阪市豊崎本庄国民学校と改称。
- 1944年 - 京都府福知山市へ集団疎開。
- 1946年4月1日 - 太平洋戦争の戦災により、北豊崎・豊崎・豊崎西の3国民学校を統合。
- 1947年4月1日 - 学制改革により、大阪市立豊崎本庄小学校と改称。
- 1954年 - 旧豊崎国民学校が、豊崎本庄小学校分校として再開。
- 1955年 - 分校が大阪市立豊崎小学校として独立・再開校。
- 1967年 - 大阪市教育委員会から、視聴覚教育の研究校に指定される（1969年度までの3年間）。
- 1971年2月 - NHKから放送教育研究委嘱校に指定され、研究発表を実施。
- 1978年 - 大阪市教育委員会から、視聴覚教育の研究校に指定される。
- 1991年5月 - 文部省体育局より「虫歯予防推進指定校」に、大阪市教育委員会より保健の研究校に、それぞれ指定される（1992年度までの2年間）。

## 通学区域
- 大阪市北区 本庄東1丁目-3丁目の全域、本庄西1丁目-3丁目（2丁目の一部を除くほぼ全域）。
卒業生は大阪市立豊崎中学校に進学する。

## 交通
- Osaka Metro谷町線・堺筋線・阪急千里線 天神橋筋六丁目駅より北西へ約700m
- Osaka Metro谷町線 中崎町駅 より北へ約800m
- Osaka Metro御堂筋線 中津駅より東へ約900m